# José María Arenillas
José María Arenillas Oxinaga (Bilbao, 1906 - Astúries, 1938) va ser un economista i polític basc.
Germà de José Luis Arenillas, va ser economista i membre del POUM. Treballà de representant de comerç. També va col·laborar a les publicacions de l'Esquerra Comunista i del POUM. En esclatar la guerra esdevingué Director General de Comerç en el Nord i secretari de la Junta de Defensa de Biscaia, fins a la formació del Govern Basc. Tot d'una assegurà la unió del POUM entre Catalunya i el Nord. A Bilbao organitzà l'evacuació dels militats responsables del POUM. El gener de 1937 va residir un temps a Barcelona, fins que es traslladà a Astúries, on, segons totes les evidències, fou assassinat per membres del PCE l'octubre de 1937, en el moment de l'entrada de l'exèrcit franquista a Gijón.